# 数学：确定性的丧失
数学：确定性的丧失（英語：Mathematics: The Loss of Certainty）是莫里斯·克莱因的一部关于数学文化在整个20世纪发展变化的著作。
这本书追溯了数学发展中一些令数学家们也表示惊讶的发现，如非欧几里得几何的发现如何震惊了19世纪的数学家以及哥德尔不完备定理如何让逻辑学家们沮丧。